# Elsa Haensgen-Dingkuhn
Elsa Haensgen-Dingkuhn (* 7. November 1898 in Flensburg; † 7. Mai 1991 in Hamburg-Farmsen-Berne) war eine deutsche Malerin und Grafikerin der Neuen Sachlichkeit.

## Leben
Elsa Haensgen wurde in eine vermögende Familie geboren. Ihre Eltern waren der Werftdirektor Oskar Haensgen und Emmi Haensgen, geborene Peters, und so konnte sie eine gehobene Schulausbildung genießen. Typisch für eine höhere Tochter ihrer Zeit, besuchte sie zunächst ein Mädchen-Lyzeum und dann eine Hauswirtschaftliche Berufsfachschule.
Nach Ende des Ersten Weltkrieges begann sie von 1917 bis 1918 unter dem Professor für Bildhauerei Heinz Weddig an der Kunstgewerblichen Fachschule Flensburg Kunst zu studieren. Von 1919 bis 1922 studierte sie an der Kunstgewerbeschule am Lerchenfeld, die später in der Hochschule für bildende Künste Hamburg aufging, bei den Professoren Julius Wohlers, Arthur Illies und Johann Michael Bossard. Sie gehörte zur ersten Klasse von Frauen, die in der Kunsthochschule als Kunststudentinnen zugelassen wurden.
1922 heiratete sie den Maler und späteren Kunsterzieher Fritz A. Dingkuhn und arbeitete ab 1923 als freischaffende Malerin in Hamburg. Das Paar lebte eine emanzipierte Ehe. So führte sie neben dem Ehenamen ihren Geburtsnamen in einem Doppelnamen weiter. Der Ehemann unterstützte die Ambitionen seiner Ehefrau und stellte seine künstlerische Karriere hinter die seiner Frau. So konnte sie an zahlreichen Einzel- und Gemeinschaftsausstellungen u. a. an der Hamburgischen Sezession, teilnehmen und ihren Erfolg ausbauen. So erwarb z. B. Gustav Pauli, Direktor der Hamburger Kunsthalle Arbeiten der Künstlerin.
1926 wurde der Sohn Jochen, 1932 die Tochter Wiebke geboren. Die Kinder – überhaupt die Auseinandersetzung mit der Mutterschaft und Frauendasein in dieser Zeit – wurden ab da zeit ihres Lebens Mittelpunkt und Hauptthema ihrer Bilder und Zeichnungen.
In der Zeit des Nationalsozialismus war sie Mitglied der Reichskammer der bildenden Künste. Für diese Zeit ist ihre Teilnahme an 10 großen Gruppenausstellungen sicher belegt, darunter 1938 die Große Deutsche Kunstausstellung in München mit dem Ölbild Bildnis meines Töchterchens und der Radierung Mutter und Kind. Wie das Paar zu der Politik und der Ideologie der Nationalsozialisten stand, bleibt unklar. Beide verwandten unpolitische Themen in ihren Bildern – ob sie sich zu dieser künstlerischen „Nicht-Positionierung“ entschieden, um sich nicht wie andere Künstler in Lebensgefahr zu bringen, ist nicht bekannt.
1933 trat Elsa Haensgen-Dingkuhn der Hamburgischen Künstlerschaft bei, im selben Jahr, in dem aber jüdische Künstler wie Alma del Banco ausgeschlossen wurden. Auch ihr Gönner Gustav Pauli wurde in diesem Jahr aus politischen Gründen von der Kunsthalle Bremen entlassen.
1935 zog die Familie in eine Wohnung in die Gartenstadt-Siedlung Hamburg-Farmsen-Berne, wo sie bis zu ihrem Tode ihren Lebensmittelpunkt behalten sollten. Das Haus gehörte zu den wenigen, die die Vernichtung des Stadtteils während der Operation Gomorrha überstanden, es erwies sich später als großes Glück, dass das Paar entschieden hatte, das Gros ihrer Bilder im Dachboden zu lagern.
Von 1936 bis 1939 hielt sich Haensgen-Dingkuhn regelmäßig in Ostpreußen und Angeln zu Studienzwecken auf, viele Bilder mit Landschafts- und Küstenthemen entstanden. Nach Kriegsbeginn wurde Fritz Dingkuhn im Rahmen der Kinderlandverschickung nach Niederbayern geschickt und so zog die Familie von 1940 bis 1941 nach Vilsbiburg, wo Fritz A. Dingkuhn an der dorthin verlegten Schule Kunsterziehung unterrichtete. Zahlreiche Bilder, die in Bayern entstanden, gingen nach einem Bombenangriff 1943 verloren oder mussten für tägliche Lebensmittel verramscht werden.
Kurz nach Kriegsende wurde Fritz A. Dingkuhn wieder nach Hamburg an die Volks- und Realschule Hamburg-Sasel versetzt, so dass die Familie wieder in ihre Heimat zurückkehren konnte.
Ab 1948 reiste sie viel und besuchte u. a. Frankreich, Mallorca, Dänemark und die Niederlande. 1959 starb nach langer Krankheit die kleine Enkeltochter, das Kind der Tochter Wiebke, 1964 die Tochter selbst im Kindbett mit dem zweiten Kind.
Von diesen Schicksalsschlägen erholte sich das Paar nie wieder vollständig. Der Sohn, inzwischen wie der Vater auch Kunstlehrer geworden, arbeitete zu der Zeit für die Entwicklungshilfe in Äthiopien. Das Ehepaar besuchte ihn von 1963 bis 1965, um sich abzulenken. Die Eindrücke der exotischen Umgebung verarbeiteten beide in neuen Werken.
1979 starb ihr Mann Fritz im Alter von 85 Jahren an den Folgen eines leichten Schlaganfalls. 1981 fand eine Retrospektive der Werke von Elsa Haensgen-Dingkuhn im damaligen Kunsthaus Hamburg statt. 1991 verstarb die Künstlerin in der langjährigen Wohnung im Alter von 92 Jahren. Elsa Haensgen-Dingkuhn wurde auf dem Waldfriedhof in Hamburg-Volksdorf beigesetzt.

## Auszeichnung
- 1979: (Internationales Jahr des Kindes): Auszeichnung im mit insgesamt 25.000 DM dotierten Wettbewerb für bildende Künstler Hamburgs Das Kind in unserer Welt der Werner Otto Stiftung